# 海口镇 (澄江市)
海口镇，是中华人民共和国云南省玉溪市澄江市下辖的一个镇。

## 行政区划
海口镇下辖以下地区：
海口社区、新村、松元村和永和村。